# Joaquim Germano de Sequeira da Fonseca e Sousa
Joaquim Germano de Sequeira da Fonseca e Sousa ou simplesmente Joaquim Germano de Sequeira ComNSC • GCNSC (Vila Franca de Xira, Vila Franca de Xira, 4 de Setembro de 1827 - Lisboa, 10 de Setembro de 1909), foi um advogado, magistrado, juiz e político português.

## Biografia
Era filho de João Anselmo de Sequeira e Figueiredo e de sua mulher Inácia Germana do Carmo da Fonseca e Sousa e neto paterno do último Alcaide-Mor do Castelo de Olivença e Juiz Executor dos Direitos Reais da Vila de Olivença Português, Bernardo José de Sequeira, e de sua mulher.
Fez os seus primeiros estudos e realizou os estudos preparatórios em Lisboa, no Colégio do Padre Manuel José Fernandes Cicouro. Matriculou-se, depois, na Faculdade de Direito da Universidade de Coimbra, no ano lectivo de 1842-1843, 1.ª matrícula a 5 de Outubro de 1842, e, em 1844, tomou parte, com José Maria Caldeira do Casal Ribeiro, futuro 1.º Conde do Casal Ribeiro, e outros, no Movimento Revolucionário de Coimbra, tendo o seu percurso académico sido afectado pela conjuntura política dos anos de 1846 e de 1847. Para além do encerramento da Universidade, em 1846-1847, participou no Movimento Revolucionário em curso, e, em 1848, alistou-se no Batalhão Académico, incorporado, depois, na Divisão do 1.º Barão das Antas, 1.º Visconde das Antas e 1.° Conde das Antas, Francisco Xavier da Silva Pereira, ao serviço das Juntas Revolucionárias. Dissolvido o Batalhão, abandonou a Milícia, e, a 3 de Julho de 1848, concluiu a formatura e bacharelou-se e licenciou-se em Direito.
Após ter estagiado no escritório do advogado António Maria Ribeiro da Costa Holtreman, pai do 1.° Visconde de Alvalade, em Lisboa, encetou a vida profissional exercendo a Advocacia em Alenquer e em Vila Franca de Xira. Realizou, entretanto, uma breve experiência na magistratura administrativa, ao ser nomeado Administrador Interino daquele último Concelho, a 2 de Outubro de 1852, confirmado a 7 de Março de 1853 ou 1854. Em dia desconhecido de Agosto do ano seguinte de 1854, foi transferido para o Concelho de Cascais, sendo exonerado, a seu pedido, a 20 de Maio de 1855. Regressado a Alenquer, onde continuou a exercer a Advocacia, ali exerceu, em paralelo, no campo político, também diversos cargos de eleição e de nomeação municipais, entre os quais, a título ilustrativo, as de Presidente de Mesas Eleitorais, Presidente do Montepio Agrário, Provedor da Santa Casa da Misericórdia, Vice-Presidente da Câmara Municipal em 1855 e Administrador do Concelho de Alenquer.
Em finais de 1860, concorreu à Magistratura do Ministério Público, entrando na carreira judicial, sendo nomeado e colocado, a 26 de Dezembro de 1860, no lugar de Delegado do Procurador Régio de Vila do Porto, na Ilha de Santa Maria, cargo que sucessivamente desempenhou, e donde foi transferido, a seu pedido, para as Comarcas de Porto de Mós, em data desconhecida do ano seguinte de 1861, e, depois, para Mafra, por Decreto de 16 de Abril de 1863, e, ainda, para Torres Vedras, por Decreto de 8 de Junho de 1865.
Ingressou, em 1871, na Magistratura Judicial, ao ser promovido a Juiz de 3.ª Classe, e colocado exercendo funções na Comarca do Redondo, por Decreto de 31 de Agosto desse ano, donde teve transferência, em 1874, para a das Caldas da Rainha, por Decreto de data desconhecida desse ano. A 23 de Novembro de 1876, foi elevado e promovido a Juiz de 2.ª Classe e colocado na Comarca de Alcobaça, e, no ano seguinte de 1877, foi promovido à categoria de Juiz de 1.ª Classe e nomeado para a Comarca do Funchal, por Decreto de 3 de Novembro desse ano, lugar que não ocupou por anulação da respectiva nomeação. Anulado este Decreto, foi, entretanto, transferido para Silves, por Decreto de data desconhecida, e, por nova anulação, para Castelo Branco, em data desconhecida de 1881, indo para Torres Vedras em data desconhecida de Outubro do ano seguinte de 1882, Comarcas onde desempenhou funções.
Do ponto de vista partidário, entrou na política activa em 1885, como partidário do Estadista António Maria de Fontes Pereira de Melo, irmão da futura 1.ª Marquesa de Fontes Pereira de Melo, aceitando, em 1884, a candidatura como "Independente", com o apoio do Partido Progressista, e foi eleito Deputado nas eleições de 1884, pelo Círculo Eleitoral Uninominal de Mafra, tendo como adversário o antigo Deputado do Partido Regenerador Adriano Carneiro de Sampaio, e de que prestou juramento a 27 de Dezembro de 1884.
Encetou a carreira parlamentar em fase tardia, contando 57 anos. Desenvolveu um perfil parlamentar centrado, sobretudo, no universo da Justiça, designadamente em torno de problemas relativos ao funcionalismo judicial, na senda das motivações associativas que evidenciava. De salientar, neste contexto, a Proposição Legislativa, particularmente expressiva no caso do seu primeiro mandato, ao ser responsável por um conjunto de Projectos de Lei sobre a matéria, destacando-se, entre outros: o projecto de clarificação do foro especial dos Magistrados Judiciais, a 19 de Janeiro de 1885; o projecto de alargamento dos direitos dos Magistrados do Supremo Tribunal de Justiça aos Magistrados do Supremo Tribunal Administrativo e do Tribunal de Contas, a 26 de Junho de 1885; e o projecto de reconversão da pena de prisão em multa aos réus acusados de pequenos delitos, a 9 de Dezembro de 1885. Importa, por outro lado, realçar diversas intervenções na Assembleia, sobretudo a pretexto de assuntos relativos à prática forense e a benefícios da classe judicial, no quadro de requerimentos de interesse particular de cidadãos, ou da participação, pontual, em discussões de diplomas de âmbito geral. Outra das áreas de actuação consistiu no Círculo de Eleição, sendo responsável por algumas iniciativas polarizadas em torno da promoção da Região de Mafra, a 16 de Junho de 1885 e a 18 de Janeiro e 22 de Março de 1886. Por último, importa relevar, no campo dos trabalhos gerais da Assembleia, a colaboração em várias Comissões Parlamentares, a saber: de Legislação Comercial em 1885, de Infracções em 1885, de Legislação Civil em 1886 e de Emigração em 1886. Foi autor de vários Projectos de Lei, alguns dos quais foram promulgados como Leis.
Em data desconhecida de 1882 ou 1885, foi transferido para a 2.ª Vara de Lisboa, e, no mesmo ano, foi eleito Director do Montepio Oficial dos Servidores do Estado. Transferido para a 5.ª Vara de Lisboa, em data desconhecida de 1887, foi promovido à 2.ª Instância e nomeado, por Decreto de 30 de Dezembro de 1890, Juiz Desembargador para o Tribunal da Relação dos Açores, lugar de que tomou posse por Procuração a 3 de Outubro de 1891, e, a 11 de Janeiro de 1892, foi transferido para o Tribunal da Relação de Lisboa.
Nas eleições de 1890, a sua candidatura foi patrocinada pelo Partido Regenerador, e foi reeleito Deputado nas eleições de 1890, pelo Círculo Eleitoral Uninominal de Mafra, de que prestou juramento a 3 de Maio de 1890. Colaborou em várias Comissões Parlamentares, a saber: de Legislação Civil de 1890 a 1892, de Administração Pública em 1890 e em 1892, de Emigração em 1891, de Petições em 1891 e de Infracções em 1892, na qualidade de Presidente. Foi eleito Vice-Presidente da Câmara dos Deputados nas Sessões Legislativas de 1891 e de 1892. Foi, novamente, autor de vários Projectos de Lei, alguns dos quais foram promulgados como Leis. Em todo o caso, vale a pena registar a sua opinião sobre a ineficiência das Comissões Parlamentares, em resultado, seja do arranque tardio dos trabalhos, seja do destino a que eram votados os Projectos de Lei de iniciativa dos Deputados ao jaz[erem] no limbo das [comissões]. Palavras que, porventura, vão ao encontro do perfil deste Deputado, que invocava a consciência jurídica acima dos demais interesses na análise das questões parlamentares, e que circunscrevia a retórica político-partidária ao elogio dalguns Ministros Regeneradores.
Foi agraciado com o título de Conselheiro, a 1 de Dezembro de 1892.
Apresentando-se com o mesmo patrocínio do Partido Regenerador na eleição para a Câmara dos Pares, foi eleito Par do Reino pelo Distrito da Horta, no quadro das eleições de 1894, mas não chegou a tomar posse. Com efeito, apesar de o Diploma de Par ter sido examinado pela Comissão de Verificação de Poderes e aprovado pela Assembleia, não tomou assento, porventura em virtude da curta duração da Legislatura Parlamentar de 1894 e da inexistência de Sessão Parlamentar no ano seguinte, logo seguida pela dissolução da parte electiva da Câmara dos Pares, a 25 de Setembro de 1895.
No Quadro da Carreira de Magistrado Judicial, foi nomeado, em data desconhecida de 1895, e exerceu funções de Membro Vogal do Conselho Superior da Magistratura Ultramarina, e, sucessivamente, teve igual nomeação em datas desconhecidas de 1899 e 1902.
Por Carta Régia de D. Carlos I de Portugal de 28 de Dezembro de 1900, foi feito Comendador e agraciado com a Grã-Cruz da Ordem de Nossa Senhora da Conceição de Vila Viçosa (631.°).
Em data desconhecida de 1901, foi nomeado Membro do Tribunal de Verificação de Poderes para a eleição de Deputados, e, posteriormente, a 7 de Janeiro ou em data desconhecida de Abril de 1904, serviu como Vice-Presidente do Tribunal da Relação de Lisboa, de cuja citada Relação foi Presidente a 19 de Setembro de 1904.
Finalmente, a 5 ou 24 de Abril de 1906, ascendeu e foi nomeado Juiz Conselheiro do Supremo Tribunal de Justiça.
Casou primeira vez com Bárbara Elisa de Oliveira e Carmo, da qual teve um filho, Rodolfo Augusto de Sequeira, que também foi Deputado, e casou segunda vez com Adelaide Margarida Ribeiro Franco de Matos (Lisboa, Santa Maria de Belém, 29 de Maio de 1847 - 1931), da qual teve Belmira Graziela da Ascensão de Matos Sequeira (Torres Vedras, São Pedro e Santiago, c. 1868 - c. 1938), casada com Agostinho Luís Barbosa do Couto da Cunha Sotomaior (Braga, Parada de Tibães, 20 de Outubro de 1845 - 11 de Abril de 1923), Senhor da Casa do Lugar, em Parada de Tibães, Licenciado em Direito pela Faculdade de Direito da Universidade de Coimbra, Advogado, Juiz Auxiliar de Investigação Criminal do Tribunal da Relação de Lisboa, irmão mais novo de Francisco Barbosa do Couto da Cunha Sotomaior, com geração feminina, e Gustavo Adriano de Matos Sequeira.